# Campeonato Brasileño de Fútbol Serie D 2016
El Campeonato Brasileño de Serie D 2016 fue la octava (8ª) edición del campeonato de cuarta categoría del fútbol brasileño. Para esta edición, cuenta con la participación de 68 equipos, los cuales clasificaron por sus respectivos torneos estatales o por campeonatos organizados por cada una de las federaciones.

## Sistema de juego
Los 68 equipos clasificados fueron divididos en 17 grupos de 4 equipos cada uno. Se jugarán partidos de ida y vuelta entre los equipos de cada grupo, llegando a máximo seis partidos en la primera fase.
Los mejores equipos de cada grupo y, además, los 15 mejores segundos clasificarán a la segunda fase.
Luego, se ubican dos equipos y se jugarán partidos de ida y vuelta para llegar a los dieciseisavos de final, octavos de final, cuartos de final, semifinal y final.
Finalmente, los cuatro equipos clasificados a la semifinal serán ascendidos al Campeonato Brasileño de Fútbol Serie C 2017.

### Criterios de desempate
En caso de que haya dos o más equipos empatados en puntos al final de la primera fase (fase de grupos), los criterios de desempate son:
1. Mayor número de partidos ganados.
2. Mejor diferencia de gol.
3. Mayor número de goles a favor.
4. Resultado del partido jugado entre los equipos.
5. Menor número de tarjetas rojas recibidas.
6. Menor número de tarjetas amarillas recibidas.
7. Sorteo.

En caso de que haya dos o más equipos empatados en puntos al final de la segunda, tercera, cuarta, quinta y sexta fase (dieciseisavos de final, octavos de final, cuartos de final, semifinal y final, respectivamente), los criterios de desempate son:
1. Mejor diferencia de gol.
2. Mayor número de goles a favor en calidad de visitante.
3. Tiros desde el punto penal.

## Equipos participantes
Debido al aumento de equipos participantes para esta edición, la Confederación Brasileña de Fútbol decidió distribuir los equipos por estado de acuerdo a su desempeño en el Ranking Nacional de Federaciones. De acuerdo con esto, cada estado tiene los siguientes cupos para el campeonato:
- São Paulo: 4 cupos.
- Río de Janeiro: 3 cupos.
- Minas Gerais: 3 cupos.
- Paraná: 3 cupos.
- Santa Catarina: 3 cupos.
- Río Grande del Sur: 3 cupos.
- Pernambuco: 3 cupos.
- Goiás: 3 cupos.
- Bahía: 3 cupos.
- Río Grande del Norte,  Ceará,  Alagoas,  Sergipe,  Pará,  Mato Grosso,  Mato Grosso del Sur,  Espírito Santo,  Maranhão,  Paraíba,  Distrito Federal,  Amazonas,  Acre,  Piauí,  Tocantins,  Amapá,  Roraima y  Rondonia: 2 cupos por estado.

De esta manera, los equipos clasificados son:
| Estado                                   | Equipo                                                   | Vía de clasificación |
| ---------------------------------------- | -------------------------------------------------------- | --- |
| Acre 2 cupos                             | Río Branco - AC Atlético Acreano                         | Campeón de la primera fase del Campeonato Acreano 2016 Subcampeón de la primera fase del Campeonato Acreano 2016                                                                  |
| Alagoas 2 cupos                          | CSA Murici                                               | Mejor ubicado del Campeonato Alagoano 2016 Segundo mejor ubicado del Campeonato Alagoano 2016                                                                                     |
| Amapá 2 cupo                             | Santos - AP Trem                                         | Campeón de Campeonato Amapaense 2015 Subcampeón de Campeonato Amapaense 2015 |
| Amazonas 2 cupos                         | Nacional - AM Princesa do Solimões                       | Campeón del Campeonato Amazonense 2015 Subcampeón del Campeonato Amazonense 2015                                                                                                  |
| Bahía 3 cupos                            | Fluminense de Feira Juazeirense Galicia                  | Campeón de la Copa Governador 2015 Mejor ubicado del Campeonato Baiano 2016 Segundo mejor ubicado del Campeonato Baiano 2016                                                      |
| Ceará 2 cupos + 1 adicional              | Icasa Uniclinic Guaraní de Juazeiro                      | Puesto 20 del Campeonato Brasileño de Serie C 2015 Mejor ubicado del Campeonato Cearense 2016 Segundo mejor ubicado del Campeonato Cearense 2016                                  |
| Distrito Federal 2 cupos                 | Luziânia Ceilândia                                       | Campeón del Campeonato Brasiliense 2016 Subcampeón del Campeonato Brasiliense 2016                                                                                                |
| Espírito Santo 2 cupos                   | Desportiva Ferroviária Espírito Santo                    | Campeón del Campeonato Capixaba 2016 Subcampeón del Campeonato Capixaba 2016 |
| Goiás 3 cupos                            | Aparecidense Goianésia Anápolis                          | Mejor ubicado del Campeonato Goiano 2015 Segundo mejor ubicado del Campeonato Goiano 2015 Mejor ubicado del Campeonato Goiano 2016                                                |
| Maranhão 2 cupos                         | Moto Club Maranhão                                       | Mejor ubicado del Campeonato Maranhense 2016 Segundo mejor ubicado del Campeonato Maranhense 2016                                                                                 |
| Mato Grosso 2 cupos                      | Sinop Araguaia                                           | Mejor ubicado del Campeonato Matogrossense 2016 Segundo mejor ubicado del Campeonato Matogrossense 2016                                                                           |
| Mato Grosso del Sur 2 cupos              | Sete de Setembro Comercial - MS                          | Campeón del Campeonato Sul-Matogrossense 2016 Subcampeón del Campeonato Sul-Matogrossense 2016                                                                                    |
| Minas Gerais 3 cupos                     | URT Caldense Villa Nova                                  | Mejor ubicado del Campeonato Mineiro 2016 Segundo mejor ubicado del Campeonato Mineiro 2016 Tercer mejor ubicado del Campeonato Mineiro 2016                                      |
| Pará 2 cupos + 1 adicional               | Águia de Marabá São Francisco São Raimundo - PA          | Puesto 17 del Campeonato Brasileño de Serie C 2015 Mejor ubicado del Campeonato Paraense 2016 Segundo mejor ubicado del Campeonato Parense 2016                                   |
| Paraíba 3 cupos                          | Campinense Sousa                                         | Mejor ubicado del Campeonato Paraibano 2016 Segundo mejor ubicado del Campeonato Paraibano 2016                                                                                   |
| Paraná 3 cupos                           | Maringá PSTC J. Malucelli                                | Campeón da Taça FPF de 2015 Mejor ubicado del Campeonato Paranaense 2016 Segundo mejor ubicado del Campeonato Paranaense 2016                                                     |
| Pernambuco 3 cupos                       | Central América Pernambucano Serra Talhada               | Mejor ubicado del Grupo A del Campeonato Pernambucano 2016 Mejor ubicado del Grupo B del Campeonato Pernambucano 2016 Tercer mejor ubicado del Campeonato Pernambucano 2016       |
| Piauí 2 cupos                            | Altos Parnahyba                                          | Mejor ubicado del Campeonato Piauiense 2016 Segundo mejor ubicado del Campeonato Piauiense 2016                                                                                   |
| Río de Janeiro 3 cupos + 1 adicional     | Madureira Portuguesa - RJ Volta Redonda Boavista         | Puesto 18 del Campeonato Brasileño de Serie C 2015 Subcampeón de la Copa Río de 2015 Mejor ubicado del Campeonato Carioca 2016 Segundo mejor ubicado del Campeonato Carioca 2016  |
| Río Grande del Norte 2 cupos             | Globo Potiguar                                           | Mejor ubicado del Campeonato Potiguar 2016 Segundo mejor ubicado del Campeonato Potiguar 2016                                                                                     |
| Río Grande del Sur 3 cupos + 1 adicional | Caxias do Sul São José - RS São Paulo - RS Novo Hamburgo | Puesto 19 del Campeonato Brasileño de Serie C 2015 Campeón de Super Copa Gaúcha de 2015 Mejor ubicado del Campeonato Gaúcho 2016 Segundo mejor ubicado del Campeonato Gaúcho 2016 |
| Rondonia 2 cupos                         | Rondoniense Genus                                        | Campeón del Campeonato Rondoniense 2016 Subcampeón del Campeonato Rondoniense 2016                                                                                                |
| Roraima 2 cupos                          | Baré Náutico - RR                                        | Campeón de la primera ronda del Campeonato Roraimense 2016 Subcampeón del primera ronda del Campeonato Roraimense 2016                                                            |
| São Paulo 4 cupos                        | Linense Ituano Audax São Bento                           | Campeón de la Copa Paulista 2015 Subcampeón de la Copa Paulista 2015 Mejor ubicado del Campeonato Paulista 2016 Segundo mejor ubicado del Campeonato Paulista 2016                |
| Santa Catarina 3 cupos                   | Brusque Internacional de Lages Metropolitano             | Mejor ubicado del Campeonato Catarinense 2016 Segundo mejor ubicado del Campeonato Catarinense 2016 Tercer mejor ubicado del Campeonato Catarinense 2016                          |
| Sergipe 2 cupos                          | Sergipe Itabaiana                                        | Campeón del Campeonato Sergipano 2016 Subcampeón del Campeonato Sergipano 2016 |
| Tocantins 2 cupos                        | Tocantinópolis Palmas                                    | Campeón del Campeonato Tocantinense 2015 Tercer puesto del Campeonato Tocantinense 2015                                                                                           |

## Fase de grupos
- Los grupos y partidos que se presentan a continuación fueros publicados el 13 de mayo.[5]

### Grupo A1
| Pos. | Equipos          | PJ | PG | PE | PP | GF | GC | Dif. | Pts. |
| ---- | ---------------- | -- | -- | -- | -- | -- | -- | ---- | ---- |
| 1.   | Atlético Acreano | 6  | 4  | 2  | 0  | 15 | 7  | +8   | 14   |
| 2.   | Nacional - AM    | 6  | 2  | 2  | 2  | 8  | 8  | 0    | 8    |
| 3.   | Genus            | 6  | 2  | 1  | 3  | 5  | 9  | -4   | 7    |
| 4.   | Trem             | 6  | 1  | 1  | 4  | 5  | 9  | -4   | 4    |

| Primera | Atlético Acreano | 4 - 2 | Trem             | Arena da Floresta    | 12 de junio | 17:30 |
| Primera | Genus            | 1 - 0 | Nacional - AM    | Aluízio Ferreira     | 12 de junio | 19:00 |
| Segunda | Nacional - AM    | 3 - 3 | Atlético Acreano | Arena da Amazônia    | 18 de junio | 17:00 |
| Segunda | Trem             | 2 - 0 | Genus            | Milton Corrêa        | 19 de junio | 17:00 |
| Tercera | Nacional - AM    | 2 - 1 | Trem             | Arena da Amazônia    | 26 de junio | 17:00 |
| Tercera | Genus            | 1 - 1 | Atlético Acreano | Aluízio Ferreira     | 26 de junio | 19:00 |
| Cuarta  | Trem             | 0 - 0 | Nacional - AM    | Milton Corrêa        | 3 de julio  | 17:00 |
| Cuarta  | Atlético Acreano | 4 - 0 | Genus            | Antônio Aquino Lopes | 3 de julio  | 19:00 |
| Quinta  | Genus            | 2 - 1 | Trem             | Aluízio Ferreira     | 10 de julio | 19:00 |
| Quinta  | Atlético Acreano | 2 - 0 | Nacional - AM    | Antônio Aquino Lopes | 10 de julio | 19:00 |
| Sexta   | Trem             | 0 - 1 | Atlético Acreano | Milton Corrêa        | 17 de julio | 18:00 |
| Sexta   | Nacional - AM    | 2 - 1 | Genus            | Ismael Benigno       | 17 de julio | 18:00 |

### Grupo A2
| Pos. | Equipos              | PJ | PG | PE | PP | GF | GC | Dif. | Pts. |
| ---- | -------------------- | -- | -- | -- | -- | -- | -- | ---- | ---- |
| 1.   | Princesa do Solimões | 6  | 4  | 1  | 1  | 11 | 5  | +6   | 13   |
| 2.   | Palmas               | 6  | 3  | 1  | 2  | 13 | 10 | +3   | 10   |
| 3.   | São Francisco        | 6  | 1  | 2  | 3  | 10 | 12 | -2   | 5    |
| 4.   | Baré                 | 6  | 0  | 4  | 2  | 6  | 13 | -7   | 0    |

| Primera | Palmas               | 4 - 2 | São Francisco        | Nilton Santos      | 12 de junio | 16:00 |
| Primera | Princesa do Solimões | 0 - 0 | Baré                 | Gilberto Mestrinho | 12 de junio | 16:30 |
| Segunda | São Francisco        | 3 - 0 | Princesa do Solimões | Colosso do Tapajós | 19 de junio | 18:00 |
| Segunda | Baré                 | 1 - 1 | Palmas               | Vila Olímpica      | 19 de junio | 18:30 |
| Tercera | São Francisco        | 2 - 2 | Baré                 | Colosso do Tapajós | 26 de junio | 18:00 |
| Tercera | Palmas               | 2 - 3 | Princesa do Solimões | Nilton Santos      | 26 de junio | 18:30 |
| Cuarta  | Princesa do Solimões | 2 - 0 | Palmas               | Gilberto Mestrinho | 3 de julio  | 16:30 |
| Cuarta  | Baré                 | 2 - 2 | São Francisco        | Vila Olímpica      | 3 de julio  | 19:30 |
| Quinta  | Palmas               | 4 - 1 | Baré                 | Nilton Santos      | 9 de julio  | 18:00 |
| Quinta  | Princesa do Solimões | 2 - 0 | São Francisco        | Gilberto Mestrinho | 10 de julio | 16:30 |
| Sexta   | Baré                 | 0 - 4 | Princesa do Solimões | Vila Olímpica      | 17 de julio | 18:00 |
| Sexta   | São Francisco        | 1 - 2 | Palmas               | Colosso do Tapajós | 17 de julio | 18:00 |

### Grupo A3
| Pos. | Equipos           | PJ | PG | PE | PP | GF | GC | Dif. | Pts. |
| ---- | ----------------- | -- | -- | -- | -- | -- | -- | ---- | ---- |
| 1.   | São Raimundo - PA | 6  | 4  | 1  | 1  | 15 | 2  | +13  | 13   |
| 2.   | Náutico - RR      | 6  | 2  | 3  | 1  | 9  | 7  | +2   | 9    |
| 3.   | Rondoniense       | 6  | 2  | 1  | 3  | 8  | 14 | -6   | 7    |
| 4.   | Río Branco - AC   | 6  | 1  | 1  | 4  | 6  | 15 | -9   | 4    |

| Primera | São Raimundo - PA | 4 - 0 | Rondoniense       | Colosso do Tapajós   | 12 de junio | 17:00 |
| Primera | Náutico - RR      | 3 - 1 | Río Branco - AC   | Vila Olímpica        | 12 de junio | 17:00 |
| Segunda | Rondoniense       | 2 - 2 | Náutico - RR      | Aluízio Ferreira     | 19 de junio | 17:00 |
| Segunda | Río Branco - AC   | 0 - 2 | São Raimundo - PA | Arena da Floresta    | 19 de junio | 18:00 |
| Tercera | Río Branco - AC   | 3 - 0 | Rondoniense       | Antônio Aquino Lopes | 26 de junio | 17:30 |
| Tercera | Náutico - RR      | 0 - 0 | São Raimundo - PA | Vila Olímpica        | 26 de junio | 19:30 |
| Cuarta  | São Raimundo - PA | 2 - 0 | Náutico - RR      | Colosso do Tapajós   | 3 de julio  | 16:00 |
| Cuarta  | Rondoniense       | 3 - 1 | Río Branco - AC   | Aluízio Ferreira     | 3 de julio  | 19:00 |
| Quinta  | São Raimundo - PA | 6 - 0 | Río Branco - AC   | Colosso do Tapajós   | 10 de julio | 17:00 |
| Quinta  | Náutico - RR      | 3 - 1 | Rondoniense       | Vila Olímpica        | 10 de julio | 19:30 |
| Sexta   | Río Branco - AC   | 1 - 1 | Náutico - RR      | Arena da Floresta    | 17 de julio | 18:00 |
| Sexta   | Rondoniense       | 2 - 1 | São Raimundo - PA | Aluízio Ferreira     | 17 de julio | 18:00 |

### Grupo A4
| Pos. | Equipos         | PJ | PG | PE | PP | GF | GC | Dif. | Pts. |
| ---- | --------------- | -- | -- | -- | -- | -- | -- | ---- | ---- |
| 1.   | Águia de Marabá | 6  | 3  | 2  | 1  | 7  | 5  | +2   | 11   |
| 2.   | Moto Club       | 6  | 2  | 4  | 0  | 8  | 2  | +6   | 10   |
| 3.   | Tocantinópolis  | 6  | 2  | 2  | 2  | 5  | 5  | 0    | 8    |
| 4.   | Santos - AP     | 6  | 0  | 2  | 4  | 3  | 11 | -8   | 2    |

| Primera | Águia de Marabá | 1 - 0 | Tocantinópolis  | Zinho de Oliveira   | 12 de junio | 17:00 |
| Primera | Santos - AP     | 0 - 0 | Moto Club       | Milton Corrêa       | 12 de junio | 17:00 |
| Segunda | Moto Club       | 2 - 0 | Águia de Marabá | Castelão (São Luis) | 19 de junio | 16:00 |
| Segunda | Tocantinópolis  | 2 - 0 | Santos - AP     | Ribeirão            | 19 de junio | 16:00 |
| Tercera | Moto Club       | 0 - 0 | Tocantinópolis  | Castelão (São Luis) | 26 de junio | 16:00 |
| Tercera | Santos - AP     | 2 - 3 | Águia de Marabá | Milton Corrêa       | 26 de junio | 17:00 |
| Cuarta  | Águia de Marabá | 0 - 0 | Santos - AP     | Zinho de Oliveira   | 2 de julio  | 17:00 |
| Cuarta  | Tocantinópolis  | 1 - 1 | Moto Club       | Ribeirão            | 3 de julio  | 16:00 |
| Quinta  | Águia de Marabá | 1 - 1 | Moto Club       | Zinho de Oliveira   | 10 de julio | 16:00 |
| Quinta  | Santos - AP     | 1 - 2 | Tocantinópolis  | Milton Corrêa       | 10 de julio | 17:00 |
| Sexta   | Tocantinópolis  | 0 - 2 | Águia de Marabá | Ribeirão            | 17 de julio | 18:00 |
| Sexta   | Moto Club       | 4 - 0 | Santos - AP     | Castelão (São Luis) | 17 de julio | 18:00 |

### Grupo A5
| Pos. | Equipos     | PJ | PG | PE | PP | GF | GC | Dif. | Pts. |
| ---- | ----------- | -- | -- | -- | -- | -- | -- | ---- | ---- |
| 1.   | Altos       | 6  | 5  | 1  | 0  | 22 | 5  | +17  | 16   |
| 2.   | Juazeirense | 6  | 3  | 2  | 1  | 12 | 8  | +4   | 11   |
| 3.   | Maranhão    | 6  | 2  | 0  | 4  | 7  | 12 | -5   | 6    |
| 4.   | Icasa       | 6  | 0  | 1  | 5  | 3  | 19 | -16  | 1    |

| Primera | Juazeirense | 1 - 1 | Icasa       | Adauto Moraes       | 12 de junio | 16:00 |
| Primera | Maranhão    | 0 - 3 | Altos       | Castelão (São Luis) | 12 de junio | 16:00 |
| Segunda | Icasa       | 1 - 2 | Maranhão    | Mauro Sampaio       | 19 de junio | 16:00 |
| Segunda | Altos       | 4 - 0 | Juazeirense | Lindolfo Monteiro   | 19 de junio | 17:00 |
| Tercera | Altos       | 5 - 1 | Icasa       | Alberto Silva       | 25 de junio | 17:00 |
| Tercera | Juazeirense | 3 - 0 | Maranhão    | Adauto Moraes       | 26 de junio | 16:00 |
| Cuarta  | Icasa       | 0 - 3 | Altos       | Mauro Sampaio       | 3 de julio  | 16:00 |
| Cuarta  | Maranhão    | 0 - 1 | Juazeirense | Castelão (São Luis) | 3 de julio  | 16:00 |
| Quinta  | Juazeirense | 3 - 3 | Altos       | Adauto Moraes       | 10 de julio | 16:00 |
| Quinta  | Maranhão    | 4 - 0 | Icasa       | Castelão (São Luis) | 10 de julio | 16:00 |
| Sexta   | Altos       | 4 - 1 | Maranhão    | Lindolfo Monteiro   | 17 de julio | 18:00 |
| Sexta   | Icasa       | 0 - 4 | Juazeirense | Mauro Sampaio       | 17 de julio | 18:00 |

### Grupo A6
| Pos. | Equipos             | PJ | PG | PE | PP | GF | GC | Dif. | Pts. |
| ---- | ------------------- | -- | -- | -- | -- | -- | -- | ---- | ---- |
| 1.   | CSA                 | 6  | 3  | 2  | 1  | 13 | 6  | +7   | 11   |
| 2.   | Parnahyba           | 6  | 2  | 3  | 1  | 11 | 6  | +5   | 9    |
| 3.   | Central             | 6  | 2  | 3  | 1  | 5  | 4  | +1   | 9    |
| 4.   | Guaraní de Juazeiro | 6  | 0  | 2  | 4  | 5  | 18 | -13  | 2    |

| Primera | Guaraní de Juazeiro | 0 - 1 | Central             | Mauro Sampaio | 12 de junio | 16:00 |
| Primera | Parnahyba           | 2 - 1 | CSA                 | Mão Santa     | 12 de junio | 17:00 |
| Segunda | Central             | 1 - 0 | Parnahyba           | Luiz Lacerda  | 19 de junio | 16:00 |
| Segunda | CSA                 | 6 - 0 | Guaraní de Juazeiro | Rei Pelé      | 19 de junio | 16:30 |
| Tercera | CSA                 | 2 - 1 | Central             | Rei Pelé      | 26 de junio | 16:00 |
| Tercera | Guaraní de Juazeiro | 2 - 2 | Parnahyba           | Mauro Sampaio | 26 de junio | 16:00 |
| Cuarta  | Central             | 0 - 0 | CSA                 | Luiz Lacerda  | 3 de julio  | 16:00 |
| Cuarta  | Parnahyba           | 5 - 0 | Guaraní de Juazeiro | Mão Santa     | 3 de julio  | 16:00 |
| Quinta  | Parnahyba           | 1 - 1 | Central             | Mão Santa     | 10 de julio | 16:00 |
| Quinta  | Guaraní de Juazeiro | 2 - 3 | CSA                 | Mauro Sampaio | 10 de julio | 19:00 |
| Sexta   | Central             | 1 - 1 | Guaraní de Juazeiro | Luiz Lacerda  | 17 de julio | 18:00 |
| Sexta   | CSA                 | 1 - 1 | Parnahyba           | Rei Pelé      | 17 de julio | 18:00 |

### Grupo A7
| Pos. | Equipos              | PJ | PG | PE | PP | GF | GC | Dif. | Pts. |
| ---- | -------------------- | -- | -- | -- | -- | -- | -- | ---- | ---- |
| 1.   | Globo                | 6  | 3  | 2  | 1  | 11 | 4  | +7   | 11   |
| 2.   | América Pernambucano | 6  | 3  | 1  | 2  | 9  | 7  | +2   | 10   |
| 3.   | Sousa                | 6  | 3  | 1  | 2  | 11 | 11 | 0    | 10   |
| 4.   | Galicia              | 6  | 1  | 0  | 5  | 7  | 16 | -9   | 3    |

| Primera | Sousa                | 0 - 2 | Globo                | Antônio Mariz          | 12 de junio | 16:00 |
| Primera | Galicia              | 0 - 2 | América Pernambucano | José Rocha             | 12 de junio | 16:00 |
| Segunda | América Pernambucano | 2 - 1 | Sousa                | Ademir Cunha           | 19 de junio | 16:00 |
| Segunda | Globo                | 5 - 0 | Galícia              | Manoel Dantas Barretto | 19 de junio | 17:00 |
| Tercera | Sousa                | 4 - 3 | Galícia              | Antônio Mariz          | 26 de junio | 16:00 |
| Tercera | Globo                | 1 - 1 | América Pernambucano | Manoel Dantas Barretto | 26 de junio | 17:00 |
| Cuarta  | América Pernambucano | 1 - 2 | Globo                | Ademir Cunha           | 3 de julio  | 16:00 |
| Cuarta  | Galícia              | 2 - 3 | Sousa                | José Rocha             | 3 de julio  | 16:00 |
| Quinta  | Sousa                | 2 - 1 | América Pernambucano | Antônio Mariz          | 9 de julio  | 16:00 |
| Quinta  | Galícia              | 1 - 0 | Globo                | José Rocha             | 10 de julio | 16:00 |
| Sexta   | América Pernambucano | 2 - 1 | Galícia              | Ademir Cunha           | 17 de julio | 18:00 |
| Sexta   | Globo                | 1 - 1 | Sousa                | Manoel Dantas Barretto | 17 de julio | 18:00 |

### Grupo A8
| Pos. | Equipos       | PJ | PG | PE | PP | GF | GC | Dif. | Pts. |
| ---- | ------------- | -- | -- | -- | -- | -- | -- | ---- | ---- |
| 1.   | Uniclinic     | 6  | 3  | 3  | 0  | 11 | 5  | +6   | 12   |
| 2.   | Itabaiana     | 6  | 3  | 2  | 1  | 10 | 5  | +5   | 11   |
| 3.   | Potiguar      | 6  | 3  | 1  | 2  | 8  | 6  | +2   | 10   |
| 4.   | Serra Talhada | 6  | 0  | 0  | 6  | 1  | 14 | -13  | 0    |

| Primera | Serra Talhada | 0 - 1 | Uniclinic     | Nildo Pereira     | 12 de junio | 16:00 |
| Primera | Potiguar      | 1 - 0 | Itabaiana     | Leonardo Nogueira | 12 de junio | 17:00 |
| Segunda | Itabaiana     | 3 - 1 | Serra Talhada | Etelvino Mendonça | 18 de junio | 16:00 |
| Segunda | Uniclinic     | 1 - 0 | Potiguar      | Presidente Vargas | 20 de junio | 20:00 |
| Tercera | Uniclinic     | 1 - 1 | Itabaiana     | Presidente Vargas | 26 de junio | 16:00 |
| Tercera | Serra Talhada | 0 - 3 | Potiguar      | Nildo Pereira     | 26 de junio | 16:00 |
| Cuarta  | Itabaiana     | 2 - 2 | Uniclinic     | Etelvino Medonça  | 3 de julio  | 17:00 |
| Cuarta  | Potiguar      | 2 - 0 | Serra Talhada | Leonardo Nogueira | 3 de julio  | 17:00 |
| Quinta  | Serra Talhada | 0 - 1 | Itabaiana     | Nildo Pereira     | 10 de julio | 16:00 |
| Quinta  | Potiguar      | 2 - 2 | Uniclinic     | Leonardo Nogueira | 10 de julio | 17:00 |
| Sexta   | Itabaiana     | 3 - 0 | Potiguar      | Etelvino Mendonça | 17 de julio | 18:00 |
| Sexta   | Uniclinic     | 4 - 0 | Serra Talhada | Presidente Vargas | 17 de julio | 18:00 |

### Grupo A9
| Pos. | Equipos             | PJ | PG | PE | PP | GF | GC | Dif. | Pts. |
| ---- | ------------------- | -- | -- | -- | -- | -- | -- | ---- | ---- |
| 1.   | Campinense          | 6  | 3  | 1  | 2  | 7  | 5  | +2   | 10   |
| 2.   | Fluminense de Feira | 6  | 2  | 3  | 1  | 9  | 8  | +1   | 9    |
| 3.   | Murici              | 6  | 2  | 2  | 2  | 9  | 10 | -1   | 8    |
| 4.   | Sergipe             | 6  | 0  | 4  | 2  | 6  | 8  | -2   | 4    |

| Primera | Sergipe             | 1 - 1 | Fluminense de Feira | Lourival Baptista   | 12 de junio | 16:00 |
| Primera | Murici              | 1 - 0 | Campinense          | José Gomes da Costa | 12 de junio | 16:00 |
| Segunda | Campinense          | 1 - 1 | Sergipe             | Ernani Sátyro       | 18 de junio | 16:00 |
| Segunda | Fluminense de Feira | 3 - 1 | Murici              | Joia da Princesa    | 19 de junio | 16:00 |
| Tercera | Sergipe             | 3 - 3 | Murici              | Lourival Baptista   | 26 de junio | 16:00 |
| Tercera | Fluminense de Feira | 2 - 1 | Campinense          | Joia da Princesa    | 26 de junio | 16:00 |
| Cuarta  | Murici              | 2 - 1 | Sergipe             | José Gomes da Costa | 3 de julio  | 16:00 |
| Cuarta  | Campinense          | 3 - 1 | Fluminense de Feira | Ernani Sátyro       | 3 de julio  | 16:00 |
| Quinta  | Sergipe             | 0 - 1 | Campinense          | Lourival Baptista   | 9 de julio  | 20:00 |
| Quinta  | Murici              | 2 - 2 | Fluminense de Feira | José Gomes da Costa | 10 de julio | 16:00 |
| Sexta   | Fluminense de Feira | 0 - 0 | Sergipe             | Joia da Princesa    | 17 de julio | 18:00 |
| Sexta   | Campinense          | 1 - 0 | Murici              | Ernani Sátyro       | 17 de julio | 18:00 |

### Grupo A10
| Pos. | Equipos        | PJ | PG | PE | PP | GF | GC | Dif. | Pts. |
| ---- | -------------- | -- | -- | -- | -- | -- | -- | ---- | ---- |
| 1.   | Ceilândia      | 6  | 5  | 0  | 1  | 19 | 6  | +13  | 15   |
| 2.   | Aparecidense   | 6  | 4  | 1  | 1  | 9  | 7  | +2   | 13   |
| 3.   | Comercial - MS | 6  | 1  | 1  | 4  | 2  | 12 | -10  | 4    |
| 4.   | Araguaia       | 6  | 1  | 0  | 5  | 8  | 13 | -5   | 3    |

| Primera | Ceilândia      | 5 - 0 | Comercial - MS | María Abadía     | 12 de junio | 16:00 |
| Primera | Araguaia       | 0 - 1 | Aparecidense   | Zeca Costa       | 12 de junio | 17:00 |
| Segunda | Comercial - MS | 0 - 2 | Araguaia       | Jacques da Luz   | 18 de junio | 16:00 |
| Segunda | Aparecidense   | 3 - 2 | Ceilândia      | Aníbal de Toledo | 18 de junio | 17:00 |
| Tercera | Comercial - MS | 0 - 0 | Aparecidense   | Jacques da Luz   | 25 de junio | 16:00 |
| Tercera | Araguaia       | 2 - 4 | Ceilândia      | Zeca Costa       | 26 de junio | 17:00 |
| Cuarta  | Ceilândia      | 3 - 1 | Araguaia       | María Abadía     | 2 de julio  | 15:30 |
| Cuarta  | Aparecidense   | 2 - 0 | Comercial - MS | Aníbal de Toledo | 2 de julio  | 17:00 |
| Quinta  | Araguaia       | 1 - 2 | Comercial - MS | Zeca Costa       | 8 de julio  | 20:00 |
| Quinta  | Ceilândia      | 3 - 0 | Aparecidense   | María Abadía     | 9 de julio  | 15:30 |
| Sexta   | Aparecidense   | 3 - 2 | Araguaia       | Aníbal de Toledo | 17 de julio | 18:00 |
| Sexta   | Comercial - MS | 0 - 2 | Ceilândia      | Jacques da Luz   | 17 de julio | 18:00 |

### Grupo A11
| Pos. | Equipos          | PJ | PG | PE | PP | GF | GC | Dif. | Pts. |
| ---- | ---------------- | -- | -- | -- | -- | -- | -- | ---- | ---- |
| 1.   | Sete de Setembro | 6  | 3  | 2  | 1  | 9  | 6  | +3   | 11   |
| 2.   | Anápolis         | 6  | 3  | 2  | 1  | 5  | 3  | +2   | 11   |
| 3.   | Luziânia         | 6  | 1  | 3  | 2  | 4  | 5  | -1   | 6    |
| 4.   | Sinop            | 6  | 0  | 3  | 3  | 7  | 11 | -4   | 3    |

| Primera | Anápolis         | 0 - 0 | Sinop            | Jonas Duarte    | 12 de junio | 16:00 |
| Primera | Sete de Setembro | 1 - 0 | Luziânia         | Fredis Saldivar | 12 de junio | 18:30 |
| Segunda | Luziânia         | 0 - 0 | Anápolis         | Serra do Lago   | 18 de junio | 16:00 |
| Segunda | Sinop            | 2 - 3 | Sete de Setembro | Massami Uriu    | 19 de junio | 16:00 |
| Tercera | Luziânia         | 1 - 1 | Sinop            | Serra do Lago   | 25 de junio | 16:00 |
| Tercera | Anápolis         | 1 - 0 | Sete de Setembro | Jonas Duarte    | 26 de junio | 16:00 |
| Cuarta  | Sete de Setembro | 3 - 1 | Anápolis         | Fredis Saldivar | 3 de julio  | 16:00 |
| Cuarta  | Sinop            | 2 - 3 | Luziânia         | Massami Uriu    | 3 de julio  | 17:00 |
| Quinta  | Anápolis         | 1 - 0 | Luziânia         | Jonas Duarte    | 10 de julio | 16:00 |
| Quinta  | Sete de Setembro | 2 - 2 | Sinop            | Fredis Saldivar | 10 de julio | 16:00 |
| Sexta   | Sinop            | 0 - 2 | Anápolis         | Massami Uriu    | 17 de julio | 18:00 |
| Sexta   | Luziânia         | 0 - 0 | Sete de Setembro | Serra do Lago   | 17 de julio | 18:00 |

### Grupo A12
| Pos. | Equipos                | PJ | PG | PE | PP | GF | GC | Dif. | Pts. |
| ---- | ---------------------- | -- | -- | -- | -- | -- | -- | ---- | ---- |
| 1.   | Volta Redonda          | 6  | 4  | 2  | 0  | 11 | 1  | +10  | 14   |
| 2.   | URT                    | 6  | 4  | 1  | 1  | 10 | 3  | +7   | 13   |
| 3.   | Desportiva Ferroviária | 6  | 2  | 1  | 3  | 7  | 6  | +1   | 7    |
| 4.   | Goianésia              | 6  | 0  | 0  | 6  | 2  | 20 | -18  | 0    |

| Primera | Goianésia              | 0 - 4 | Volta Redonda          | Valdeir Oliveira    | 12 de junio | 16:00 |
| Primera | URT                    | 2 - 1 | Desportiva Ferroviária | Zama Maciel         | 12 de junio | 16:00 |
| Segunda | Desportiva Ferroviária | 4 - 1 | Goianésia              | Engenheiro Araripe  | 18 de junio | 16:30 |
| Segunda | Volta Redonda          | 1 - 0 | URT                    | Raulino de Oliveira | 20 de junio | 20:00 |
| Tercera | Volta Redonda          | 0 - 0 | Desportiva Ferroviária | Raulino de Oliveira | 26 de junio | 16:00 |
| Tercera | Goianésia              | 1 - 3 | URT                    | Valdeir Oliveira    | 26 de junio | 16:00 |
| Cuarta  | Desportiva Ferroviária | 1 - 2 | Volta Redonda          | Engenheiro Araripe  | 2 de julio  | 16:00 |
| Cuarta  | URT                    | 4 - 0 | Goianésia              | Zama Maciel         | 3 de julio  | 16:00 |
| Quinta  | Goianésia              | 0 - 1 | Desportiva Ferroviária | Valdeir Oliveira    | 10 de julio | 16:00 |
| Quinta  | URT                    | 0 - 0 | Volta Redonda          | Zama Maciel         | 10 de julio | 16:00 |
| Sexta   | Desportiva Ferroviária | 0 - 1 | URT                    | Engenheiro Araripe  | 17 de julio | 18:00 |
| Sexta   | Volta Redonda          | 4 - 0 | Goianésia              | Raulino de Oliveira | 17 de julio | 18:00 |

### Grupo A13
| Pos. | Equipos        | PJ | PG | PE | PP | GF | GC | Dif. | Pts. |
| ---- | -------------- | -- | -- | -- | -- | -- | -- | ---- | ---- |
| 1.   | Caldense       | 6  | 4  | 1  | 1  | 6  | 1  | +5   | 13   |
| 2.   | Espírito Santo | 6  | 2  | 2  | 2  | 4  | 3  | +1   | 8    |
| 3.   | Boavista       | 6  | 2  | 1  | 3  | 3  | 5  | -2   | 7    |
| 4.   | Audax          | 6  | 0  | 4  | 2  | 1  | 5  | -4   | 4    |

| Primera | Boavista       | 0 - 0 | Audax          | Nivaldo Pereira    | 12 de junio | 11:00 |
| Primera | Espírito Santo | 0 - 1 | Caldense       | Engenheiro Araripe | 12 de junio | 16:00 |
| Segunda | Caldense       | 2 - 0 | Boavista       | Ronaldo Junqueira  | 18 de junio | 16:00 |
| Segunda | Audax          | 0 - 0 | Espírito Santo | José Liberatti     | 19 de junio | 16:00 |
| Tercera | Caldense       | 0 - 0 | Audax          | Ronaldo Junqueira  | 25 de junio | 16:00 |
| Tercera | Espírito Santo | 2 - 0 | Boavista       | Engenheiro Araripe | 25 de junio | 16:30 |
| Cuarta  | Boavista       | 1 - 0 | Espírito Santo | Nivaldo Pereira    | 3 de julio  | 11:00 |
| Cuarta  | Audax          | 0 - 2 | Caldense       | José Liberatti     | 3 de julio  | 16:30 |
| Quinta  | Espírito Santo | 1 - 1 | Audax          | Kléber Andrade     | 9 de julio  | 16:30 |
| Quinta  | Boavista       | 0 - 1 | Caldense       | Nivaldo Pereira    | 10 de julio | 11:00 |
| Sexta   | Audax          | 0 - 2 | Boavista       | José Liberatti     | 17 de julio | 18:00 |
| Sexta   | Caldense       | 0 - 1 | Espírito Santo | Ronaldo Junqueira  | 17 de julio | 18:00 |

### Grupo A14
| Pos. | Equipos         | PJ | PG | PE | PP | GF | GC | Dif. | Pts. |
| ---- | --------------- | -- | -- | -- | -- | -- | -- | ---- | ---- |
| 1.   | São Bento       | 6  | 4  | 1  | 1  | 7  | 1  | +6   | 13   |
| 2.   | Portuguesa - RJ | 6  | 2  | 1  | 3  | 3  | 8  | -5   | 7    |
| 3.   | Villa Nova      | 6  | 1  | 4  | 1  | 3  | 3  | 0    | 7    |
| 4.   | São José - RS   | 6  | 1  | 2  | 3  | 3  | 4  | -1   | 5    |

| Primera | São Bento       | 1 - 0 | São José - RS   | Walter Ribeiro   | 12 de junio | 11:00 |
| Primera | Villa Nova      | 1 - 1 | Portuguesa - RJ | Castor Cifuentes | 12 de junio | 16:00 |
| Segunda | São José - RS   | 0 - 0 | Villa Nova      | do Vale          | 18 de junio | 16:00 |
| Segunda | Portuguesa - RJ | 0 - 1 | São Bento       | São Januário     | 19 de junio | 15:00 |
| Tercera | São José - RS   | 0 - 1 | Portuguesa - RJ | Passo D’areia    | 25 de junio | 16:00 |
| Tercera | São Bento       | 0 - 1 | Villa Nova      | Walter Ribeiro   | 26 de junio | 16:30 |
| Cuarta  | Villa Nova      | 0 - 0 | São Bento       | Castor Cifuentes | 3 de julio  | 11:00 |
| Cuarta  | Portuguesa - RJ | 0 - 2 | São José - RS   | Luso-Brasileiro  | 3 de julio  | 15:00 |
| Quinta  | São Bento       | 4 - 0 | Portuguesa - RJ | Walter Ribeiro   | 10 de julio | 11:00 |
| Quinta  | Villa Nova      | 1 - 1 | São José - RS   | Castor Cifuentes | 10 de julio | 16:00 |
| Sexta   | São José - RS   | 0 - 1 | São Bento       | Passo D'areia    | 17 de julio | 18:00 |
| Sexta   | Portuguesa - RJ | 1 - 0 | Villa Nova      | Luso-Brasileiro  | 17 de julio | 18:00 |

### Grupo A15
| Pos. | Equipos       | PJ | PG | PE | PP | GF | GC | Dif. | Pts. |
| ---- | ------------- | -- | -- | -- | -- | -- | -- | ---- | ---- |
| 1.   | J. Malucelli  | 6  | 3  | 2  | 1  | 8  | 4  | +4   | 11   |
| 2.   | Brusque       | 6  | 2  | 3  | 1  | 7  | 2  | +5   | 9    |
| 3.   | Novo Hamburgo | 6  | 2  | 2  | 2  | 4  | 6  | -2   | 8    |
| 4.   | Madureira     | 6  | 1  | 1  | 4  | 2  | 9  | -7   | 4    |

| Primera | Madureira     | 0 - 0 | Brusque       | Aniceto Moscoso    | 12 de junio | 15:00 |
| Primera | Novo Hamburgo | 0 - 3 | J. Malucelli  | do Vale            | 12 de junio | 16:00 |
| Segunda | J. Malucelli  | 2 - 0 | Madureira     | Janguito Malucelli | 19 de junio | 16:00 |
| Segunda | Brusque       | 1 - 1 | Novo Hamburgo | Augusto Bauer      | 19 de junio | 16:00 |
| Tercera | Madureira     | 1 - 0 | Novo Hamburgo | Aniceto Moscoso    | 25 de junio | 11:00 |
| Tercera | Brusque       | 2 - 0 | J. Malucelli  | Augusto Bauer      | 26 de junio | 16:00 |
| Cuarta  | J. Malucelli  | 0 - 0 | Brusque       | Janguito Malucelli | 3 de julio  | 16:00 |
| Cuarta  | Novo Hamburgo | 1 - 0 | Madureira     | do Vale            | 3 de julio  | 16:00 |
| Quinta  | Madureira     | 1 - 2 | J. Malucelli  | Aniceto Moscoso    | 9 de julio  | 11:00 |
| Quinta  | Novo Hamburgo | 1 - 0 | Brusque       | do Vale            | 10 de julio | 16:00 |
| Sexta   | Brusque       | 4 - 0 | Madureira     | Augusto Bauer      | 17 de julio | 18:00 |
| Sexta   | J. Malucelli  | 1 - 1 | Novo Hamburgo | Janguito Malucelli | 17 de julio | 18:00 |

### Grupo A16
| Pos. | Equipos                | PJ | PG | PE | PP | GF | GC | Dif. | Pts. |
| ---- | ---------------------- | -- | -- | -- | -- | -- | -- | ---- | ---- |
| 1.   | Internacional de Lages | 6  | 3  | 1  | 2  | 8  | 4  | +4   | 10   |
| 2.   | Linense                | 6  | 3  | 1  | 2  | 7  | 7  | 0    | 10   |
| 3.   | São Paulo - RS         | 6  | 3  | 0  | 3  | 6  | 7  | -1   | 9    |
| 4.   | PSTC                   | 6  | 1  | 2  | 3  | 6  | 9  | -3   | 4    |

| Primera | Internacional de Lages | 1 - 2 | Linense                | Vidal Ramos Júnior | 12 de junio | 16:00 |
| Primera | PSTC                   | 1 - 2 | São Paulo - RS         | do Café            | 12 de junio | 16:00 |
| Segunda | São Paulo - RS         | 2 - 1 | Internacional de Lages | Aldo Dapuzzo       | 19 de junio | 11:00 |
| Segunda | Linense                | 2 - 4 | PSTC                   | Gilbertão          | 19 de junio | 16:00 |
| Tercera | Linense                | 1 - 0 | São Paulo - RS         | Gilbertão          | 26 de junio | 16:00 |
| Tercera | PSTC                   | 0 - 0 | Internacional de Lages | Ubirajara Medeiros | 26 de junio | 16:00 |
| Cuarta  | São Paulo - RS         | 0 - 1 | Linense                | Aldo Dapuzzo       | 3 de julio  | 15:00 |
| Cuarta  | Internacional de Lages | 2 - 0 | PSTC                   | Vidal Ramos Júnior | 3 de julio  | 16:00 |
| Quinta  | PSTC                   | 1 - 1 | Linense                | Ubirajara Medeiros | 10 de julio | 11:00 |
| Quinta  | Internacional de Lages | 3 - 0 | São Paulo - RS         | Vidal Ramos Júnior | 10 de julio | 11:00 |
| Sexta   | São Paulo - RS         | 2 - 0 | PSTC                   | Aldo Dapuzzo       | 17 de julio | 18:00 |
| Sexta   | Linense                | 0 - 1 | Internacional de Lages | Gilbertão          | 17 de julio | 18:00 |

### Grupo A17
| Pos. | Equipos       | PJ | PG | PE | PP | GF | GC | Dif. | Pts. |
| ---- | ------------- | -- | -- | -- | -- | -- | -- | ---- | ---- |
| 1.   | Ituano        | 6  | 4  | 1  | 1  | 15 | 5  | +10  | 13   |
| 2.   | Caxias do Sul | 6  | 3  | 0  | 3  | 9  | 9  | 0    | 9    |
| 3.   | Maringá       | 6  | 2  | 2  | 2  | 8  | 10 | -2   | 8    |
| 4.   | Metropolitano | 6  | 1  | 1  | 4  | 5  | 13 | -8   | 4    |

| Primera | Caxias do Sul | 2 - 1 | Metropolitano | Centenário      | 12 de junio | 16:00 |
| Primera | Ituano        | 4 - 0 | Maringá       | Novelli Júnior  | 12 de junio | 16:30 |
| Segunda | Metropolitano | 0 - 2 | Ituano        | Bernardo Werner | 18 de junio | 16:00 |
| Segunda | Maringá       | 3 - 0 | Caxias do Sul | Willie Davids   | 19 de junio | 16:00 |
| Tercera | Metropolitano | 2 - 0 | Maringá       | Bernardo Werner | 25 de junio | 16:00 |
| Tercera | Caxias do Sul | 3 - 1 | Ituano        | Centenário      | 26 de junio | 15:00 |
| Cuarta  | Ituano        | 2 - 1 | Caxias do Sul | Novelli Júnior  | 2 de julio  | 15:00 |
| Cuarta  | Maringá       | 2 - 2 | Metropolitano | Willie Davids   | 3 de julio  | 16:00 |
| Quinta  | Ituano        | 5 - 0 | Metropolitano | Novell Júnior   | 9 de julio  | 15:00 |
| Quinta  | Caxias do Sul | 1 - 2 | Maringá       | Centenário      | 10 de julio | 16:30 |
| Sexta   | Maringá       | 1 - 1 | Ituano        | Willie Davids   | 17 de julio | 18:00 |
| Sexta   | Metropolitano | 0 - 2 | Caxias do Sul | Bernardo Werner | 17 de julio | 18:00 |

### Tabla de mejores segundos
| Grupo | Equipos             | PJ | PG | PE | PP | GF | GC | Dif. | Pts. |
| ----- | ------------------- | -- | -- | -- | -- | -- | -- | ---- | ---- |
| A12   | URT                 | 6  | 4  | 1  | 1  | 10 | 3  | +7   | 13   |
| A10   | Aparecidense        | 6  | 4  | 1  | 1  | 9  | 7  | +2   | 13   |
| A8    | Itabaiana           | 6  | 3  | 2  | 1  | 10 | 5  | +5   | 11   |
| A5    | Juazeirense         | 6  | 3  | 2  | 1  | 12 | 8  | +4   | 11   |
| A11   | Anápolis            | 6  | 3  | 2  | 1  | 5  | 3  | +2   | 11   |
| A2    | Palmas              | 6  | 3  | 1  | 2  | 13 | 10 | +3   | 10   |
| A7    | América - PE        | 6  | 3  | 1  | 2  | 9  | 7  | +2   | 10   |
| A16   | Linense             | 6  | 3  | 1  | 2  | 7  | 7  | +0   | 10   |
| A4    | Moto Club           | 6  | 2  | 4  | 0  | 8  | 2  | +6   | 10   |
| A17   | Caxias do Sul       | 6  | 3  | 0  | 3  | 9  | 9  | +0   | 9    |
| A6    | Parnahyba           | 6  | 2  | 3  | 1  | 11 | 6  | +5   | 9    |
| A15   | Brusque             | 6  | 2  | 3  | 1  | 7  | 2  | +5   | 9    |
| A3    | Náutico - RR        | 6  | 2  | 3  | 1  | 9  | 7  | +2   | 9    |
| A9    | Fluminense de Feira | 6  | 2  | 3  | 1  | 9  | 8  | +1   | 9    |
| A13   | Espírito Santo      | 6  | 2  | 2  | 2  | 4  | 3  | +1   | 8    |
| A1    | Nacional - AM       | 6  | 2  | 2  | 2  | 8  | 8  | +0   | 8    |
| A14   | Portuguesa - RJ     | 6  | 2  | 1  | 3  | 3  | 8  | -5   | 7    |

|  |                                                   |
|  | Clasificado a la segunda fase.                    |
|  | Clasificado a la segunda fase como mejor segundo. |
|  | Eliminado.                                        |

## Segunda fase
Los 32 equipos clasificados a la segunda fase serán divididos en llaves en las que se jugarán partidos de ida y vuelta para definir a los 16 clasificados a la fase final del campeonato.
- Los horarios de los partidos de la segunda fase del campeonato fueron publicados el 19 de julio.[8]

| Fechas                    | Local ida            | Global        | Local vuelta           | Ida   | Vuelta |
| ------------------------- | -------------------- | ------------- | ---------------------- | ----- | ------ |
| 23 y 30 de julio          | Aparecidense         | 1 - 2         | Ceilândia              | 0 - 0 | 1 - 2  |
| 23 y 31 de julio          | Espírito Santo       | 1 - 3         | J. Malucelli           | 0 - 1 | 1 - 2  |
| 24 y 30 de julio          | Brusque              | 0 - 1         | São Bento              | 0 - 0 | 0 - 1  |
| 24 y 30 de julio          | Linense              | 2 - 2         | Ituano (v.)            | 2 - 1 | 0 - 1  |
| 24 y 31 de julio          | Caxias do Sul        | 1 - 2         | Internacional de Lages | 1 - 2 | 0 - 0  |
| 24 y 31 de julio          | América Pernambucano | 1 - 4         | Altos                  | 1 - 2 | 0 - 2  |
| 24 y 31 de julio          | (p.) Anápolis        | 2 - 2 (7 - 6) | Caldense               | 1 - 1 | 1 - 1  |
| 24 y 31 de julio          | Parnahyba            | 1 - 5         | CSA                    | 1 - 2 | 0 - 3  |
| 24 y 31 de julio          | URT                  | 1 - 3         | Volta Redonda          | 1 - 1 | 0 - 2  |
| 24 y 31 de julio          | Itabaiana            | 3 - 2         | Uniclinic              | 0 - 0 | 3 - 2  |
| 24 y 31 de julio          | Fluminense de Feira  | 4 - 0         | Sete de Setembro       | 2 - 0 | 2 - 0  |
| 24 y 31 de julio          | Campinense           | 2 - 1         | Globo                  | 2 - 1 | 0 - 0  |
| 30 de julio y 7 de agosto | Palmas               | 1 - 6         | Princesa do Solimões   | 1 - 3 | 0 - 3  |
| 30 de julio y 7 de agosto | Náutico - RR         | 1 - 13        | Atlético Acreano       | 1 - 5 | 0 - 8  |
| 31 de julio y 7 de agosto | Moto Club            | 2 - 1         | Águia de Marabá        | 1 - 0 | 1 - 1  |
| 31 de julio y 7 de agosto | Juazeirense          | 3 - 4         | São Raimundo - PA      | 2 - 1 | 1 - 3  |

## Fase final
El cuadro final del campeonato está compuesto por las fases tres, cuatro, cinco y seis (octavos de final, cuartos de final, semifinales y final, respectivamente).
|  | Octavos de final         | Octavos de final    | Octavos de final   |                  |   | Cuartos de final                | Cuartos de final                | Cuartos de final                |  |  | Semifinales            | Semifinales            | Semifinales            |  |  | Final                            | Final                            | Final                            |
|  | 14 al 21 de agosto       | 14 al 21 de agosto  | 14 al 21 de agosto |                  |   | 27 de agosto al 4 de septiembre | 27 de agosto al 4 de septiembre | 27 de agosto al 4 de septiembre |  |  | 11 al 18 de septiembre | 11 al 18 de septiembre | 11 al 18 de septiembre |  |  | 25 de septiembre al 1 de octubre | 25 de septiembre al 1 de octubre | 25 de septiembre al 1 de octubre |
|  |                          |                     |                    |                  |   |                                 |                                 |                                 |  |  |                        |                        |                        |  |  |                                  |                                  |                                  |
|  |                          |                     |                    |                  |   |                                 |                                 |                                 |  |  |                        |                        |                        |  |  |                                  |                                  |                                  |
|  |                          |                     |                    |                  |   |                                 |                                 |                                 |  |  |                        |                        |                        |  |  |                                  |                                  |                                  |
|  | Volta Redonda            | 2                   | 0                  |                  |   |                                 |                                 |                                 |  |  |                        |                        |                        |  |  |                                  |                                  |                                  |
|  | Volta Redonda            | 2                   | 0                  |                  |   |                                 |                                 |                                 |  |  |                        |                        |                        |  |  |                                  |                                  |                                  |
|  | Anápolis                 | 1                   | 0                  |                  |   |                                 |                                 |                                 |  |  |                        |                        |                        |  |  |                                  |                                  |                                  |
|  | Anápolis                 | 1                   | 0                  | Volta Redonda    | 3 | 2                               |                                 |                                 |  |  |                        |                        |                        |  |  |                                  |                                  |                                  |
|  |                          |                     |                    |                  | 3 | 2                               |                                 |                                 |  |  |                        |                        |                        |  |  |                                  |                                  |                                  |
|  |                          | Fluminense de Feira | 2                  | 1                |   |                                 |                                 |                                 |  |  |                        |                        |                        |  |  |                                  |                                  |                                  |
|  | Ceilândia                | Fluminense de Feira | 2                  | 1                | 1 | 0 (3)                           |                                 |                                 |  |  |                        |                        |                        |  |  |                                  |                                  |                                  |
|  | Ceilândia                |                     |                    |                  | 1 | 0 (3)                           |                                 |                                 |  |  |                        |                        |                        |  |  |                                  |                                  |                                  |
|  | Fluminense de Feira (p.) | 0                   | 1 (4)              |                  |   |                                 |                                 |                                 |  |  |                        |                        |                        |  |  |                                  |                                  |                                  |
|  | Fluminense de Feira (p.) | 0                   | 1 (4)              | Volta Redonda    | 1 | 3                               |                                 |                                 |  |  |                        |                        |                        |  |  |                                  |                                  |                                  |
|  |                          |                     |                    |                  | 1 | 3                               |                                 |                                 |  |  |                        |                        |                        |  |  |                                  |                                  |                                  |
|  |                          | Moto Club           | 1                  | 1                |   |                                 |                                 |                                 |  |  |                        |                        |                        |  |  |                                  |                                  |                                  |
|  | Atlético Acreano         | Moto Club           | 1                  | 1                | 1 | 3                               |                                 |                                 |  |  |                        |                        |                        |  |  |                                  |                                  |                                  |
|  | Atlético Acreano         |                     |                    |                  | 1 | 3                               |                                 |                                 |  |  |                        |                        |                        |  |  |                                  |                                  |                                  |
|  | Princesa do Solimões     | 1                   | 1                  |                  |   |                                 |                                 |                                 |  |  |                        |                        |                        |  |  |                                  |                                  |                                  |
|  | Princesa do Solimões     | 1                   | 1                  | Atlético Acreano | 2 | 1                               |                                 |                                 |  |  |                        |                        |                        |  |  |                                  |                                  |                                  |
|  |                          |                     |                    |                  | 2 | 1                               |                                 |                                 |  |  |                        |                        |                        |  |  |                                  |                                  |                                  |
|  |                          | Moto Club           | 2                  | 2                |   |                                 |                                 |                                 |  |  |                        |                        |                        |  |  |                                  |                                  |                                  |
|  | Juazeirense              | Moto Club           | 2                  | 2                | 1 | 1                               |                                 |                                 |  |  |                        |                        |                        |  |  |                                  |                                  |                                  |
|  | Juazeirense              |                     |                    |                  | 1 | 1                               |                                 |                                 |  |  |                        |                        |                        |  |  |                                  |                                  |                                  |
|  | Moto Club                | 3                   | 0                  |                  |   |                                 |                                 |                                 |  |  |                        |                        |                        |  |  |                                  |                                  |                                  |
|  | Moto Club                | 3                   | 0                  | Volta Redonda    | 0 | 4                               |                                 |                                 |  |  |                        |                        |                        |  |  |                                  |                                  |                                  |
|  |                          |                     |                    |                  | 0 | 4                               |                                 |                                 |  |  |                        |                        |                        |  |  |                                  |                                  |                                  |
|  |                          | CSA                 | 0                  | 0                |   |                                 |                                 |                                 |  |  |                        |                        |                        |  |  |                                  |                                  |                                  |
|  | São Bento                | CSA                 | 0                  | 0                | 1 | 2                               |                                 |                                 |  |  |                        |                        |                        |  |  |                                  |                                  |                                  |
|  | São Bento                |                     |                    |                  | 1 | 2                               |                                 |                                 |  |  |                        |                        |                        |  |  |                                  |                                  |                                  |
|  | J. Malucelli             | 1                   | 0                  |                  |   |                                 |                                 |                                 |  |  |                        |                        |                        |  |  |                                  |                                  |                                  |
|  | J. Malucelli             | 1                   | 0                  | São Bento        | 1 | 2                               |                                 |                                 |  |  |                        |                        |                        |  |  |                                  |                                  |                                  |
|  |                          |                     |                    |                  | 1 | 2                               |                                 |                                 |  |  |                        |                        |                        |  |  |                                  |                                  |                                  |
|  |                          | Itabaiana           | 0                  | 0                |   |                                 |                                 |                                 |  |  |                        |                        |                        |  |  |                                  |                                  |                                  |
|  | Itabaiana (p.)           | Itabaiana           | 0                  | 0                | 0 | 2 (4)                           |                                 |                                 |  |  |                        |                        |                        |  |  |                                  |                                  |                                  |
|  | Itabaiana (p.)           |                     |                    |                  | 0 | 2 (4)                           |                                 |                                 |  |  |                        |                        |                        |  |  |                                  |                                  |                                  |
|  | Campinense               | 2                   | 0 (3)              |                  |   |                                 |                                 |                                 |  |  |                        |                        |                        |  |  |                                  |                                  |                                  |
|  | Campinense               | 2                   | 0 (3)              | São Bento        | 0 | 1                               |                                 |                                 |  |  |                        |                        |                        |  |  |                                  |                                  |                                  |
|  |                          |                     |                    |                  | 0 | 1                               |                                 |                                 |  |  |                        |                        |                        |  |  |                                  |                                  |                                  |
|  |                          | CSA                 | 2                  | 0                |   |                                 |                                 |                                 |  |  |                        |                        |                        |  |  |                                  |                                  |                                  |
|  | Altos                    | CSA                 | 2                  | 0                | 0 | 2                               |                                 |                                 |  |  |                        |                        |                        |  |  |                                  |                                  |                                  |
|  | Altos                    |                     |                    |                  | 0 | 2                               |                                 |                                 |  |  |                        |                        |                        |  |  |                                  |                                  |                                  |
|  | CSA                      | 3                   | 0                  |                  |   |                                 |                                 |                                 |  |  |                        |                        |                        |  |  |                                  |                                  |                                  |
|  | CSA                      | 3                   | 0                  | CSA              | 2 | 1                               |                                 |                                 |  |  |                        |                        |                        |  |  |                                  |                                  |                                  |
|  |                          |                     |                    |                  | 2 | 1                               |                                 |                                 |  |  |                        |                        |                        |  |  |                                  |                                  |                                  |
|  |                          | Ituano              | 1                  | 0                |   |                                 |                                 |                                 |  |  |                        |                        |                        |  |  |                                  |                                  |                                  |
|  | Ituano                   | Ituano              | 1                  | 0                | 5 | 0                               |                                 |                                 |  |  |                        |                        |                        |  |  |                                  |                                  |                                  |
|  | Ituano                   |                     |                    |                  | 5 | 0                               |                                 |                                 |  |  |                        |                        |                        |  |  |                                  |                                  |                                  |
|  | Internacional de Lages   | 3                   | 1                  |                  |   |                                 |                                 |                                 |  |  |                        |                        |                        |  |  |                                  |                                  |                                  |

- Nota: En cada llave, el equipo ubicado en la primera línea es el que ejerce la localía en el partido de vuelta.

| Bandera del estado de Río de Janeiro |
| Campeón                              |
| Volta Redonda 1.er título            |

## Goleadores
| Goles | Jugador       | Club                |
| ----- | ------------- | ------------------- |
| 10    | Manoel        | Altos               |
| 8     | Cleyton       | CSA                 |
| 7     | Careca        | Atlético Acreano    |
| 7     | Eduardo       | Atlético Acreano    |
| 7     | Rafael Granja | Fluminense de Feira |